# Don't Stop (album de Jolin Tsai)
Albums de Jolin Tsai
1019 I Can Concert
(2000) Show Your Love
(2000)
Albums par Jolin Tsai
1019
(1999) Show Your Love
(2000)
Don't Stop est le deuxième album studio de la chanteuse Jolin Tsai, sorti le 26 avril 2000 sous le label Universal Music.

## Liste des titres
| No  | Titre                                                                       | Durée |
| --- | --------------------------------------------------------------------------- | ----- |
| 1.  | Don't Stop                                                                  | 3:34  |
| 2.  | Ni Kuai Le Ma (你快樂嗎, Are You Happy)                                     | 4:36  |
| 3.  | Shen Me Yang De Ai (什麼樣的愛, What Kind of Love)                          | 4:01  |
| 4.  | You Gotta Know                                                              | 3:59  |
| 5.  | Yong Heng (永恆, Eternity)                                                  | 4:19  |
| 6.  | Hai (嗨, Everything's Gonna Be Alright)                                     | 3:52  |
| 7.  | Gu Dan De Ren Zong Shuo Wu So Wei (孤單的人總說無所謂, Words of Loneliness) | 4:56  |
| 8.  | Piao Fu (飄浮, Floating)                                                    | 4:05  |
| 9.  | Chang Zhe Shou Ge (唱這首歌, Love Song for You)                             | 3:51  |
| 10. | Sugar Sugar                                                                 | 3:50  |